# Kypello Kyprou 2016-2017
La Kypello Kyprou 2016-2017 è stata la 75ª edizione della coppa nazionale cipriota. La competizione è stata vinta dall'Apollōn Limassol, vincitore del trofeo per la 9ª volta, sull'APOEL Nicosia.

## Ottavi di finale
I sorteggi sono stati effetti il 20 dicembre 2016
| Squadra 1            | Totale      | Squadra 2          | Andata | Ritorno |
| -------------------- | ----------- | ------------------ | ------ | ------- |
| 11 / 18 gennaio 2017 |             |                    |        |         |
| AEK Larnaca          | 8 - 2       | Karmiōtissa        | 2 - 1  | 6 - 1   |
| Ethnikos Assia       | 0 - 5       | Olympiakos Nicosia | 0 - 2  | 0 - 3   |
| Omonia               | 1 - 1 (gfc) | Ethnikos Achnas    | 0 - 0  | 1 - 1   |

| Squadra 1            | Totale | Squadra 2     | Andata | Ritorno |
| -------------------- | ------ | ------------- | ------ | ------- |
| 11 / 25 gennaio 2017 |        |               |        |         |
| Anorthōsis           | 7 - 0  | ASIL Lysī     | 2 - 0  | 5 - 0   |
| AEL Limassol         | 2 - 0  | Arīs Limassol | 1 - 0  | 1 - 0   |

| Squadra 1            | Totale | Squadra 2   | Andata | Ritorno |
| -------------------- | ------ | ----------- | ------ | ------- |
| 18 / 25 gennaio 2017 |        |             |        |         |
| APOEL                | 4 - 2  | Nea Salamis | 2 - 1  | 2 - 1   |

| Squadra 1            | Totale | Squadra 2           | Andata | Ritorno |
| -------------------- | ------ | ------------------- | ------ | ------- |
| 1º / 8 febbraio 2017 |        |                     |        |         |
| Apollōn Limassol     | 4 - 0  | AEZ Zakakiou        | 2 - 0  | 2 - 0   |
| Doxa Katōkopias      | 5 - 1  | Anagennīsī Deryneia | 2 - 1  | 3 - 0   |

## Quarti di finale
I sorteggi sono stati effettuati il 9 febbraio
| Squadra 1             | Totale | Squadra 2        | Andata | Ritorno |
| --------------------- | ------ | ---------------- | ------ | ------- |
| 15 / 22 febbraio 2017 |        |                  |        |         |
| Omonia                | 2 – 5  | Apollōn Limassol | 2 – 2  | 0 – 3   |

| Squadra 1                  | Totale | Squadra 2       | Andata | Ritorno        |
| -------------------------- | ------ | --------------- | ------ | -------------- |
| 22 febbraio / 8 marzo 2017 |        |                 |        |                |
| Olympiakos Nicosia         | 2 – 3  | Doxa Katōkopias | 1 – 1  | 1 – 2 (d.t.s.) |
| AEK Larnaca                | 3 – 5  | Anorthōsis      | 1 – 3  | 2 – 2          |

| Squadra 1          | Totale      | Squadra 2    | Andata | Ritorno |
| ------------------ | ----------- | ------------ | ------ | ------- |
| 5 / 19 aprile 2017 |             |              |        |         |
| APOEL              | 1 – 1 (gfc) | AEL Limassol | 0 – 0  | 1 – 1   |

## Semifinali
I sorteggi sono stati effettuati il 20 aprile 
| Squadra 1                      | Totale | Squadra 2  | Andata | Ritorno |
| ------------------------------ | ------ | ---------- | ------ | ------- |
| 26 aprile 2017 / 3 maggio 2017 |        |            |        |         |
| Apollōn Limassol               | 6 - 1  | Anorthōsis | 6 - 0  | 0 - 1   |
| Doxa Katōkopias                | 0 - 7  | APOEL      | 0 - 2  | 0 - 5   |

## Finale
| Arbitro: | Loukas Soteriou |

|  |           |                    |
|  | Marcatori | 78’ Paulo Vinícius |